# Kladenští z Kladna
Rod Kladenských z Kladna (také vladykové z Kladna, páni z Kladna) byl starý vladycký rod, který obýval Kladno a jeho širší okolí.
První souvislejší zmínky o Kladenských známe až od počátku 14. století, ale rod byl ještě starší. Rodina se rychle dělila, takže tvrze, které členové rodu obývali jenom na Kladně, byly hned tři. Největší tzv. Horní tvrz stála v horní části vsi a byla místem, kde dodnes stojí kladenský zámek. V době druhé poloviny 15. století byla přestavěna do podoby menšího gotického hrádku, jak např. prokázal výzkum architekta a památkáře Petra Chotěbora. Dolní tvrz byla stavba v blízkosti dnešního Poštovního náměstí (stála zhruba v místech vedle dnešního archivu) a její objekt byl po polovině 16. století přestavěn rytíři Žďárskými ze Žďáru na panský pivovar. Ten byl v osmdesátých letech 19. století zbořen. Poslední, tzv. Vlaškova tvrz, stála snad v Ostrovci (severozápadně od vlastního Kladna), ale její přesná poloha je neznámá. Zanikla snad již v 15. století.
Rod Kladenských z Kladna držel v 15. století i vzdálený hrad Střekov u Ústí nad Labem a další četné majetky. Díky značnému počtu synů a následnému dělení rodu do mnoha linií (již od 14. století), jež se následně často psaly podle svého sídelního statku, je velmi znesnadněné vytvoření přesnějších genealogických vazeb celé rodiny. V 15. století se však majetkově i společensky velmi vzmohla hlavní kladenská linie, jež vytvořila kolem Kladna do první poloviny 16. století rozsáhlé panství o zhruba dvaceti okolních vesnicích, ke kterým patřil např. i dvůr v blízkém městě Unhošti. Během 15. a 16. století se rod zároveň spříznil i s předními rody v okolí, včetně Martiniců ze Smečna. Roku 1543 zemřel bezdětný ve více než devadesáti letech poslední mužský potomek hlavní linie rodu, rytíř Zdeněk Kladenský z Kladna. Své jmění odkázal synovci Oldřichu Žďárskému ze Žďáru z rodu Žďárských ze Žďárů. Než nabyla závěť platnosti, Oldřich zemřel, a dědictví dostali jeho tři synové. Ti se stali pokračovateli rodu Kladenských v celém širším regionu.
Členové rodu Kladenských z Kladna žili v zemích Koruny české i nadále. Jsou uváděni ještě v druhé polovině 16. století a na počátku 17. století, ovšem jen jako zchudlí rytíři a v podstatě v postavení bohatších sedláků. Jejich drobný majetek se tehdy nacházel vedle Kladenska např. na Moravě. Mezi poslední členy rodu patřil zřejmě jeden z Kladenských, který v době třicetileté války zemřel v Lužici. Jestli rod vymřel definitivně nevíme, je to velmi pravděpodobné. Je ale též možné, že rod zcela zchudl a tím i ztratil své někdejší šlechtické postavení a přešel mezi prostou nešlechtickou společnost a jeho potomci tak žijí dodnes.

## Erb
Černé pole na stříbrném štítu, který vytváří dokola širší lem. Přilba nad štítem má v klenotu dva rohy a při každém z nich je bílá korouhvice s červenými okrajky.

## Členové rodu
Kladenská (hlavní) větev Kladenských z Kladna:
- Přecha z Kladna (před 1420 – 1470–1474), manželka Eliška
  - Zdeněk Kladenský z Kladna († 1543), poslední mužský člen rodu
  - Marie (Maruše) Kladenská z Kladna († 1535), manžel Jan Žďárský ze Žďáru

Středočeská větev Kladenských z Kladna:
- Jan Kladenský z Kladna († v nebo před 1595), roku 1574 městský radní v Unhošti, manželka Maruše z Oškobrh[3]
  - Jaroslav Kladenský z Kladna († 20. října 1636 v Žitavě)
  - Anna († po 1622)
  - Kateřina, manžel Kašpar Caček z Kuklovic[3]

Moravská větev Kladenských z Kladna:
- Karel Vilém Kladenský z Kladna[3]
- Jan Jiří, rytíř Kladenský z Kladna, držel po předcích zděděný svobodný dvůr v Opatovicích[3]

Další:
- Pavel z Kladna, v letech 1330–1350 kanovník u sv. Víta a arcijáhen žatecký[5]
- Bohuta z Kladna, administrátor pražského biskupství a v letech 1344–1351 generální vikář[5]
- Vlášek (Václav) († 1432), majitel Lovosic a Střekova